# Эйдельман, Яков Наумович
Я́ков Нау́мович Эйдельма́н (11 апреля 1896, Житомир — 14 июля 1978, Москва) — советский театровед, журналист, военный корреспондент, публицист.

## Биография
Участник Первой мировой войны. Учился в еврейской театральной студии Аманут в Киеве. Автор статей по вопросам идеологии, в том числе для «Литературной газеты».
В 1942 году ушёл добровольцем на фронт и вступил в ВКП(б) (исключён в 1949 году). Капитан танковых войск. Был военным корреспондентом газеты 9-го гвардейского механизированного корпуса «В решающий бой». Награждён пятнадцатью наградами — орденами и медалями. Был представлен к ордену Богдана Хмельницкого, однако от награждения отказался в связи с ролью Хмельницкого в массовых убийствах евреев. 
После войны собирал у себя молодых людей, рассказывал им историю еврейского народа, читал еврейских поэтов, учил ивриту. Один из слушателей и написал на него донос.
В 1950 году был обвинён в «еврейском буржуазном национализме», осуждён на 10 лет ИТЛ, отправлен в Воркуту (Воркутлаг), где играл в театре ГУЛАГа. Освобождён в 1954 году. В последние годы жизни разделял идеи сионизма.
Жена — Мария Натановна Эйдельман (1901—1992). Сын — советский литературовед и историк Натан Эйдельман.
Внучка — Тамара Эйдельман, российский историк, педагог, писатель, переводчик, радиоведущий и блогер. Заслуженный учитель Российской Федерации (2003). Иноагент (2022).